# Wereldkampioenschappen schoonspringen 2017 – driemeterplank synchroon vrouwen
Het synchroonspringen vanaf de driemeterplank voor vrouwen tijdens de wereldkampioenschappen schoonspringen 2017 vond plaats op 17 juli 2017 in de Danube Arena in Boedapest.

## Uitslag
Finalisten zijn de eerste 12 genoemde deelnemers, aangegeven met groen.
| Rang   | Land                | Namen                                  | Voorronde | Voorronde | Finale        | Finale        |
| Rang   | Land                | Namen                                  | Punten    | Rang      | Punten        | Rang          |
| ------ | ------------------- | -------------------------------------- | --------- | --------- | ------------- | ------------- |
| Goud   | China               | Chang Yani Shi Tingmao                 | 320.40    | 1         | 333.30        | 1             |
| Zilver | Canada              | Jennifer Abel Melissa Citrini-Beaulieu | 306.60    | 2         | 323.43        | 2             |
| Brons  | Rusland             | Nadezjda Bazhina Kristina Ilinych      | 304.80    | 3         | 312.60        | 3             |
| 4      | Australië           | Maddison Keeney Anabelle Smith         | 297.66    | 4         | 301.23        | 4             |
| 5      | Verenigd Koninkrijk | Grace Reid Katherine Torrance          | 271.20    | 8         | 294.60        | 5             |
| 6      | Maleisië            | Ng Yan Yee Nur Dhabitah Sabri          | 291.54    | 5         | 288.72        | 6             |
| 7      | Oekraïne            | Anastasia Nedobiha Diana Sjelestjoek   | 270.57    | 9         | 280.56        | 7             |
| 8      | Nederland           | Inge Jansen Daphne Wils                | 258.30    | 12        | 280.50        | 8             |
| 9      | Duitsland           | Friederike Freyer Tina Punzel          | 269.10    | 10        | 279.60        | 9             |
| 10     | Mexico              | Arantxa Chávez Melany Hernández        | 274.62    | 7         | 279.27        | 10            |
| 11     | Verenigde Staten    | Maria Coburn Alison Gibson             | 283.65    | 6         | 252.42        | 11            |
| 12     | Brazilië            | Luana Lira Tammy Takagi                | 265.20    | 11        | 247.05        | 12            |
| 13     | Zuid-Korea          | Kim Na-mi Moon Na-yun                  | 251.88    | 13        | Uitgeschakeld | Uitgeschakeld |
| 14     | Zuid-Afrika         | Micaela Bouter Nicole Gillis           | 249.66    | 14        | Uitgeschakeld | Uitgeschakeld |
| 15     | Zwitserland         | Vivian Barth Jessica-Floriane Favre    | 243.75    | 15        | Uitgeschakeld | Uitgeschakeld |
| 16     | Macau               | Choi Sut Kuan Choi Sut Ian             | 241.92    | 16        | Uitgeschakeld | Uitgeschakeld |
| 17     | Hongarije           | Flóra Gondos Villő Kormos              | 237.54    | 17        | Uitgeschakeld | Uitgeschakeld |
| 18     | Litouwen            | Indre Girdauskaitė Genevieve Green     | 226.53    | 18        | Uitgeschakeld | Uitgeschakeld |
| 19     | Nieuw-Zeeland       | Shaye Boddington Elizabeth Cui         | 218.10    | 19        | Uitgeschakeld | Uitgeschakeld |